# Exodezia bicolorata
Exodezia bicolorata là một loài bướm đêm trong họ Geometridae.